# Aberdaria
Aberdaria ligulata és una espècie d'aranya araneomorfa de la subfamília Erigoninae (dins de la família Linyphiidae). És l'únic membre del gènere monotípic Aberdaria. És un endemisme de Kenya. Fou descrita per primer cop per Å. Holm l'any 1962,